# Apostia

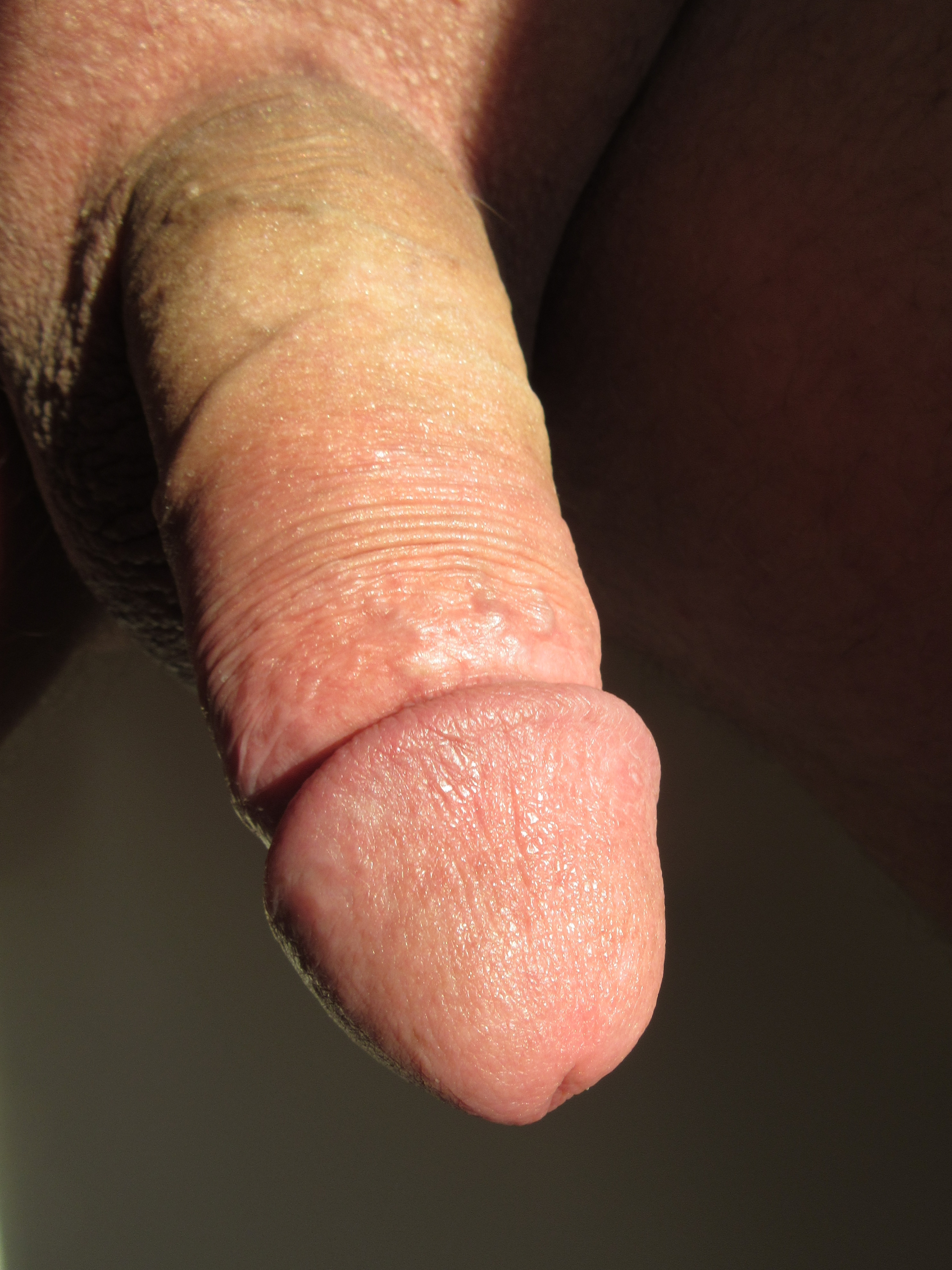
Pene con apostia o «circuncisión natural»

La apostia (del griego α- ‘no’ y πόσΘη ‘prepucio)’ es un trastorno genético raro en humanos. Consiste en que un bebé varón nace sin prepucio o con un prepucio muy corto. Esto a veces se llama una circuncisión natural. Es muy raro y un problema familiar genético.